# Aspatharia droueti
Aspatharia droueti е вид мида от семейство Iridinidae.

## Разпространение
Видът е разпространен в Гана и Кот д'Ивоар.